# Janina David
Janina David (geboren 19. März 1930 in Kalisz als Janina Dawidowicz; gestorben 22. Oktober 2023 in London) war eine polnisch-britische Schriftstellerin und Übersetzerin.

## Leben
Janina Dawidowicz wurde als einziges Kind in eine wohlhabende jüdische Familie geboren. Sie wuchs – so schildert sie es in Ein Stück Himmel. Erinnerungen an eine Kindheit – überbehütet auf.
Nach dem deutschen Überfall auf Polen im September 1939 floh ihre Familie von Kalisz nach Warschau und geriet in das Warschauer Ghetto, dessen schrecklichen Alltag Janina David in ihren Erinnerungen schildert. Ihr Vater Marek wurde als Polizist beim jüdischen Ordnungsdienst des Ghettos eingesetzt. Dadurch blieb die Familie zunächst von der Deportation in ein Vernichtungslager verschont. Es gelang den Eltern, ihre Tochter aus dem Ghetto herauszuschmuggeln. Sie wurde zunächst von der Familie von Lydia Grabowski, einer früheren Freundin ihres Vaters, versteckt. Deren Mann verschaffte ihr gefälschte Personaldokumente. Als „Danuta Teresa Markowska“ wurde sie von den Franziskus-Schwestern von der Familie Mariens (polnisch Zgromadzenie Sióstr Franciszkanek Rodziny Maryi) aufgenommen und vom Juli 1943 bis zum Januar 1944 in deren Kloster in Płudy, außerhalb von Warschau, in Sicherheit gebracht. Anschließend versteckten die Schwestern Janina Dawidowicz in einem Waisenhaus in Warschau und schließlich, als das Waisenhaus während des Warschauer Aufstands evakuiert werden musste, in Kostowiec, südwestlich von Warschau. Dort erlebte sie das Kriegsende in Polen. Ihr Vater wurde wahrscheinlich im KZ Majdanek ermordet. Vom Schicksal ihrer Mutter ist nichts bekannt.
1946 verließ sie Polen. Sie lebte zunächst bei einem Onkel in Paris, emigrierte dann nach Australien, wo sie den Namen Janina David annahm und ein Stipendium für das Studium der Künste und Sozialwissenschaft an der Universität Melbourne bekam. 1958 kehrte sie nach Europa zurück und arbeitete als Sozialarbeiterin in verschiedenen Londoner Krankenhäusern. Ab 1978 arbeitete sie hauptberuflich als Autorin und Übersetzerin von Kinder- und Jugendbüchern und von Hörspielen unter anderem für die BBC.
Janina David lebte zuletzt in London. Dort starb sie im Oktober 2023 im Alter von 93 Jahren.

## Schriften
Als Autorin
- Ein Stück Himmel. Erinnerungen an eine Kindheit. (Originaltitel: A Square of Sky. The Recollections of a Childhood, 1964. Übersetzt von Hannelore Neves). 2. Auflage, dtv, München 2010 (deutsche Erstausgabe bei Hanser, München 1981), ISBN 978-3-423-62442-8.
- Ein Stück Erde. Das Ende einer Kindheit. (Originaltitel: A Touch of Earth, 1966. Übersetzt von Hannelore Neves). dtv, München 2001, ISBN 3-423-62069-2.
- Ein Stück Fremde. Erinnerungen an eine Jugend. (Originaltitel: Light over the Water. Post-War Wanderings 1946–1948. Übersetzt von Gertrud Baruch). dtv, München 2000, ISBN 3-423-62086-2.
- Ein Teil des Ganzen. (Originaltitel: A Part of the Main. Übersetzt von Helmut Kossodo). Droemer Knaur, München 1988, ISBN 3-426-02353-9.
- Leben aus zweiter Hand. Roman. Fischer Taschenbuchverlag, Frankfurt am Main 1993, ISBN 3-596-24744-6 (übersetzt von Michaela Huber).
- Die Perle der Weisheit. Erzählungen. Knaur, München 1994, ISBN 3-426-60178-8 (übersetzt von Jakob Leutner).
- Eurydikes Augen. Erzählungen. Berliner Taschenbuchverlag, Berlin 2004, ISBN 3-8333-0123-6 (übersetzt von Gesine Strempel u. a.).

Als Übersetzerin
- Joseph Zíemian: The Cigarette Sellers of Three Crosses Square. Avon Books, New York, NY 1977, ISBN 0-380-00967-6.

## Verfilmung
Franz Peter Wirth verfilmte ihr Buch Ein Stück Himmel unter gleichem Titel als Fernsehmehrteiler für die ARD (1982–1986). Die damals erst fünfzehnjährige tschechische Hauptdarstellerin Dana Vávrová wurde auch in Deutschland mit dieser Rolle populär.

## Auszeichnungen
- 1982 – Goldener Gong für Ein Stück Himmel, gemeinsam mit der Darstellerin Dana Vávrová und dem Filmregisseur Franz Peter Wirth.